# هیپنوس
هوپنوس (به یونانی: Ὕπνος) در اسطوره‌های یونان، خداوند خواب است. او پسر نوکس (شب) و برادر تاناتوس (مرگ) بود. در جنگ تراوا چون زئوس در جبههٔ تراوایی‌ها حاضر شد المپیان از هیپنوس در خواست کردند تا هنگام جنگ تروا زئوس را خواب کند تا خدایان دیگر به کمک یونانیان بروند و وقتی زئوس از خواب بلند شد به دنبال هیپنوس رفت و هیپنوس به معبد مادرش نوکس پناه برد. در اساطیر روم با سومنوس مطابق است.

## محل سکونت
براساس اساطیر یونانی، هیپنوز در یک غار زندگی می‌کرد. عمارتی که از آن طلوع و غروب خورشید را نمی‌دید و در واقع از آنجا حتی اندکی از روشنایی روز دیده نمی‌شد. در ورودی غار او، تعدادی گیاه خشخاش و دیگر گیاهان خواب‌آور روییده بودند. عمارت داخل غار او هیچ در یا دروازه‌ای نداشت تا بر اثر صدای سایش و اصطکاک لولاهای در، بیدار نشود.
رودخانهٔ برزخ در دنیای زیرین (عالم مردگان) از غار او سرازیر می‌شود. این رودخانه به نام «رود فراموشی» شناخته شده است.

## خانواده
هیپنوز همراه برادر دوقلوی خود، تاناتوس (خدای مرگ)، در دنیای زیرین زندگی می‌کرد. دنیای زیرین در انجیل‌های انگلیسی زبان «جهنم» نامیده شده است. مادر هیپنوز، نوکس (ایزدبانوی شب) و پدرش، اربوس (ایزد تاریکی) بود. نوکس خدایی قدرتمند و ترسناک بود به‌طوری‌که حتی زئوس از ورود به قلمرو او می‌ترسید. همسر هیپنوز، پاسیده آ، یکی از جوان‌ترین الهه‌های شکوهمندی بود که هرا (ایزدبانوی ازدواج و تولد) وی را به هیپنوز وعده داده بود. پاسیده آ، الههٔ توهم، تمدد اعصاب و آرامش بوده است. سه فرزند پسر هیپنوز، به نام اونیروس‌ها شناخته شده‌اند که در زبان یونانی همان «رؤیاها» هستند. مورفئوس، خدای بالدار رویاهاست که می‌تواند به شکل انسان در خواب‌های آدمی ظاهر شود. فوبتور، تجسم کابوس‌ها و ایجادکنندهٔ رویاهای ترسناک است. او می‌تواند به شکل هر حیوانی از جمله خرس و ببر درآید. فانتائوس، به خاطر ایجاد رویاهای غیرواقعی و سرشار از تخیل معروف است. این سه برادر در رویاهای پادشاهان ظاهر می‌شدند. اونیروس‌ها در غاری نزدیک اقیانوس زندگی می‌کردند. غاری که دو دروازه برای ارسال رویاهای آدمی داشت؛ که یکی از شاخ بود و رؤیاهای حقیقی آدمی از آن می‌گذشت و دیگری از عاج بود و خوابهای دروغین از طریق آن به آدمیان ارسال می‌شد.
هرچند قبل از اینکه سه برادر کار خود را آغاز کنند، نخست هیپنوز باید شخص دریافت‌کنندهٔ رؤیا را خواب می‌کرد.

## هیپنوز در هنر
هیپنوز در آثار متعدد هنری ظاهر شده است که بیشتر آن‌ها روی بدنهٔ ظروف و گلدانهای باستانی هستند. اما یکی از معروف‌ترین آثار هنری که هیپنوز را به تصویر می‌کشد، مجسمهٔ برنزی از سر اوست که در حال حاضر، در موزهٔ بریتانیای لندن نگهداری می‌شود. در این سر برنزی، بالها از شقیقه‌ها جوانه زده‌اند و موها با دقت و استادانه مرتب شده‌اند.